# Avrainvillea mazei
Espèce
Avrainvillea mazei est une espèce d'algues vertes de la famille des Udoteaceae.

## Description
Cette espèce est marineAlgaeBase (ref).

## Répartition
George Murray et Leonard A. Boodle (d) indiquent dans leur publication de 1889 que cette espèce a été découverte à Marie-Galante (Guadeloupe).

## Systématique
Le nom correct complet (avec auteur) de ce taxon est Avrainvillea mazei G.Murray & Boodle (d), 1889,.

### Étymologie
Son épithète spécifique, mazei, lui a été donnée en l'honneur du botaniste, malacologiste et commissaire général de la Marine française Hippolyte Mazé (d)(1818-1892).

### Publication originale
- (en + la) George Murray et Leonard A. Boodle, « A systematic and structural account of the genus Avrainvillea Decne », Journal of Botany, British and Foreign, Londres, vol. 27,‎ 1889, p. 67-72 (lire en ligne, consulté le 27 mai 2025).